# Richard Lester (roddare)
Richard Lester, född den 24 mars 1949, är en brittisk roddare.
Han tog OS-silver i åtta utan styrman i samband med de olympiska roddtävlingarna 1976 i Montréal.